# Naturaleza muerta (película del 2015)
Naturaleza muerta es una película slasher argentina de 2015 escrita y dirigida por Gabriel Grieco. La trama sigue a Jazmín, una reportera que se le asigna el trabajo de cubrir una entrevista sobre la industria ganadera, sin embargo, conforme va descubriendo situaciones sospechosas e inquietantes, se ve envuelta en un misterio oscuro y mortal. La cinta tuvo su presentación mundial en el Festival de Cannes, en el apartado Galas de Medianoche (Blood Window) de Marche Du Film. Compitió en más de 10 Festivales internacionales entre los que cuentan Festival de Cine de Sitges, Fantastic Fest Austin USA, 29º Festival Internacional de Cine de Mar del Plata y el mercado Ventana Sur donde obtuvo tres premios a «mejor película» de la sección Bloody Work in Progress.

## Sinopsis
En un pueblo de Argentina, el país del asado, la gente vinculada a la industria ganadera comienza a desaparecer. Una periodista comenzará a investigar encontrando, finalmente, un oscuro secreto.

## Reparto
- Luz Cipriota como Jazmín Alsina.
- Amin Yoma como Dan.
- Nicolás Pauls como Gerardo Basavilbaso.
- Juan Palomino como Miguel Kraezawer.
- Nicolás Maiques como Joaquín González.
- Ezequiel De Almeida como Diego.
- Mercedes Oviedo como Julia Cotonese.
- Néstor Sánchez como José Aymar.
- Verónica Pelaccini como Juliana.
- Sabrina Carballo como reportera.
- Berta Muñiz como José.
- Patricio Sardelli como Raúl Cotonese.
- Cristian "Toti" Iglesias como el mismo.
- Walter Leiva como el mismo.

## Recepción

### Crítica
En Estados Unidos el sitio especializado en cine de terror Bloody Disgusting la calificó con 3.5 estrellas de 5. 
 En Italia la revista "Sipario" la calificó como 'Muy Buena', calificación que también obtuvo en México.
En Argentina el sitio Espectador Web calificó al film con 9 puntos sobre 10. Los diarios Clarín y La Nación la calificaron como 'BUENA'.
La revista "Haciendo Cine" comentó: "Contiene una de las mejores escenas sangrientas que el cine nacional nos ha dado en mucho tiempo".
Jesica Johana del portal Visión del Cine le puso 4 sobre 5 puntos, diciendo: "Una interesante ópera prima y buena propuesta de terror".
También tuvo críticas positivas de "Revista Gente", de "Revista 23" (buena), de Cines Argentinos, del canal América TV, de Alexis Puig y de Rolando Gallego, quien le puso 8 de 10 puntos en su blog.

### Taquilla
Naturaleza Muerta es una producción independiente, la cual fue financiada sin intervención del Instituto Nacional de Cine y Artes Audiovisuales (INCAA). Debido a su éxito en varios festivales la película logró ser estrenada en salas del circuito comercial de Argentina. Su estreno fue el 5 de marzo de 2015 con 18 copias en salas comerciales. Tuvo un modesto lanzamiento, sin campaña publicitaria. El recibimiento fue muy bueno para las condiciones y objetivos planteados, con más de 10.076 espectadores en 5 semanas de permanencia en cartel, ubicando a "Naturaleza Muerta" como la película argentina de género más convocante de ese año y dentro de la lista de las diez primeras (puesto 8) películas argentinas de terror más vistas de la historia.
Su posterior lanzamiento en DVD por el sello Transeuropa SBP la ubicó como la película de terror argentina número 1 en ventas en ese formato.
Gracias al apoyo de la crítica y a su buen desempeño en festivales el filme tuvo buena recepción dentro del público joven argentino y los cultores del género terror.